# لاري فيليبس (سياسي)
لاري فيليبس (بالإنجليزية: Larry Phillips)‏ هو سياسي أمريكي، ولد في 15 مارس 1951 بمقاطعة كينغ في الولايات المتحدة. حزبياً، نشط في الحزب الديمقراطي. وقد انتخب عضو مجلس نواب واشنطن.